# Ostrvo demona
Ostrvo demona je epizoda strip serijala Zagor objavljena u Srbiji u #23. obnovljene edicije Zlatne serije koju je pokrenuo Veseli četvrtak. Sveska je izašla 30.8.2020. god. i koštala 350 dinara (3,45 $; 2,96 €). Imala je ukupno 160 stranica. Posle epizode Ostrvo demona nalazila se epizoda Leteći manijak (L'uomo volante).

## Originalne epizode
Ova epizoda objavljena je premijerno u Italiji 1. oktobra 2000. u izdanju Bonelija u okviru edicije Zagor Almanah #3 pod nazivom L'isola dei demoni.

## EpizodaLeteći manijak
Epizoda Leteći manijak objavljena je prvi put u Srbiji i bivšoj Jugoslaviji 1971. godine u Lunov magnus stripu #39. Reprizirana je 1979. godine u ZS460 pod nazivom Čovek koji leti.